# Denis Lunghi
Denis Lunghi (Biella, 21 januari 1976) is een Italiaanse voormalig wielrenner. Hij was actief van 1998 tot en met 2004. Hij heeft vijf zeges op zijn naam staan.

## Overwinningen
2000
- GP Industria e Commercio Artigianato Carnaghese

2001
- Ronde van Friuli

2002
- 12de etappe Ronde van Italië

2003
- 1e etappe Giro d'Abruzzo
- 6de etappe Tour of Qinghai Lake

## Resultaten in voornaamste wedstrijden
| Jaar | Ronde van Italië | Ronde van Frankrijk | Ronde van Spanje |
| ---- | ---------------- | ------------------- | ---------------- |
| 2001 | 61e              |                     |                  |
| 2002 | 30e (1)          |                     |                  |
| 2003 | 38e              |                     | 50e              |

| Jaar | Amstel Gold Race | Luik-Bast.‑Luik | Ronde van Lombardije |
| ---- | ---------------- | --------------- | -------------------- |
| 2001 |                  |                 | 22e                  |
| 2002 |                  |                 |                      |
| 2003 | 23e              | 49e             |                      |